# Terremoto di Ancash del 1970

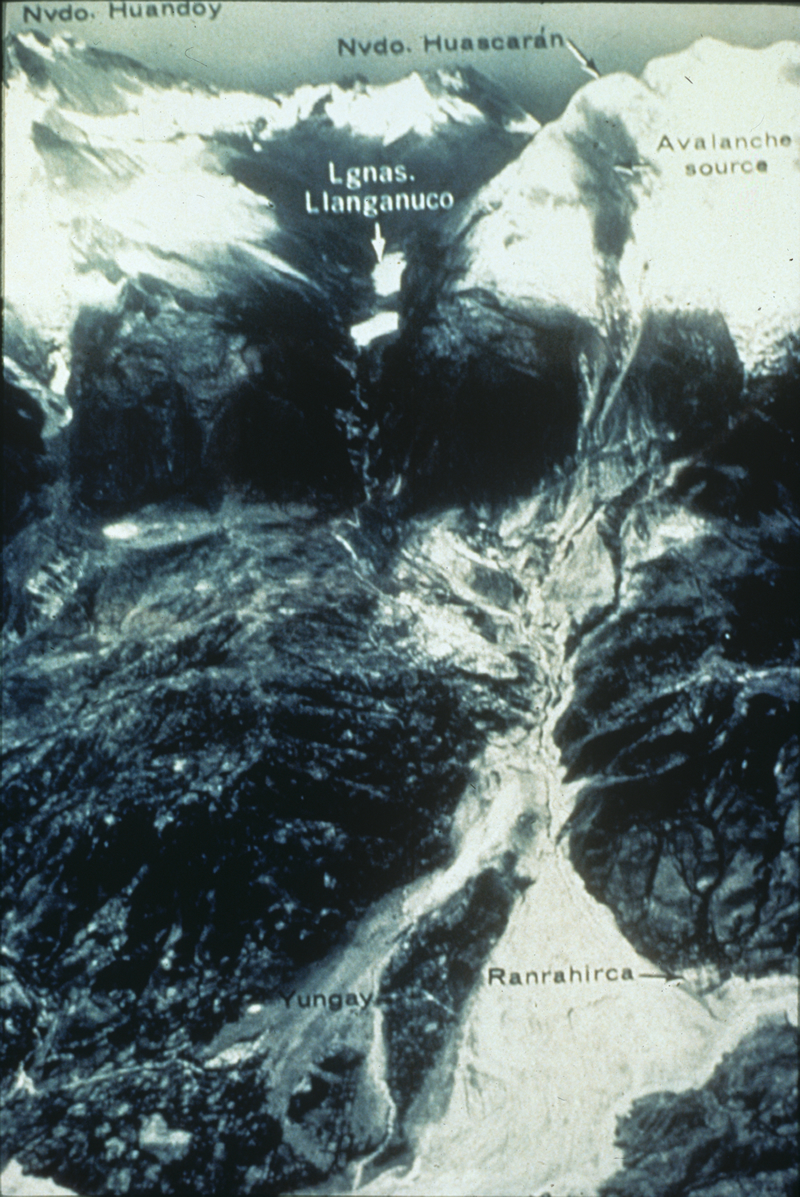
Veduta aerea della valanga del Huascarán che seppellì Yungay e Ranrahirca. Scomparvero più di 10.000 abitanti.

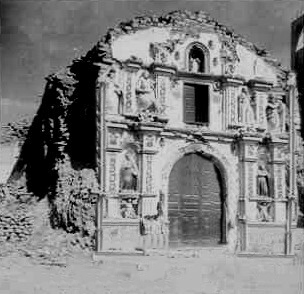
Chiesa del villaggio di Ocros.

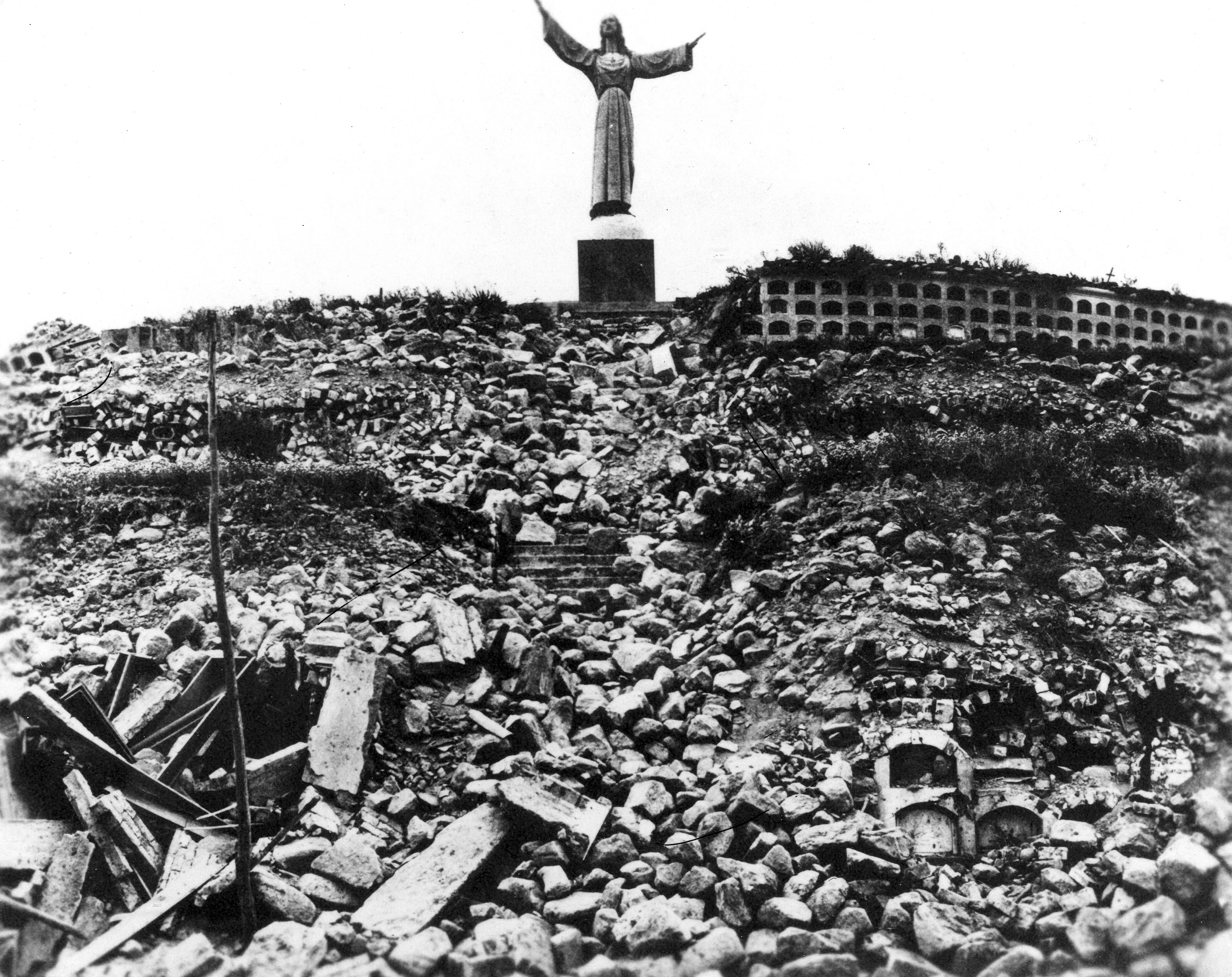
Cimitero di Yungay.

Il terremoto di Ancash del 1970 è stato un terremoto di magnitudo 7,9 sulla scala di magnitudo momento e di grado IX (molto distruttivo) sulla scala Mercalli. Si percepì in tutta la costa, nelle montagne della regione di Ancash e nelle regioni confinanti a sud e a nord. Il terremoto causò il distacco di una calotta glaciale e rocce dall'innevato Huascarán, provocando un'alluvione che ha seppellito la città di Santo Domingo de Yungay e i suoi 20.000 abitanti. La tragedia avvenne domenica 31 maggio 1970, alle ore 15:23.
È stato il terremoto più distruttivo nella storia del Perù, sia per la sua magnitudo che per il numero di vittime umane. Colpì la regione di Ancash e diverse province delle regioni di Huánuco, Lima e La Libertad. Inoltre danneggiò una vasta area di circa 450 km di lunghezza e 200 km di larghezza della costa e degli altopiani peruviani.
A causa di questa catastrofe, nel 1972 il governo del Perù fondò l'Istituto Nazionale di Protezione Civile, il quale, oltre a preparare la popolazione ad agire in casi di terremoto, commemora il 31 maggio con delle esercitazioni antisismiche a livello nazionale.

## Caratteristiche

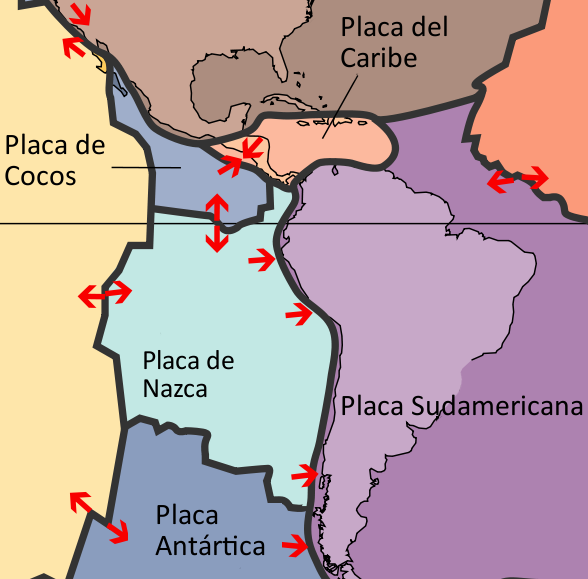
Posizione delle placche sudamericana e di Nazca sulla costa peruviana.

Il terremoto iniziò il 31 maggio 1970 alle 15:23:32. Il suo epicentro si localizzò a 44 chilometri a sud-ovest della città di Chimbote, nell'Oceano Pacifico, a una profondità di 64 chilometri. Secondo l'Istituto di geofisica del Perù, la sua magnitudo era 7,9 sulla scala di magnitudo del momento sismico e raggiunse un'intensità massima di grado VIII sulla scala Mercalli tra Chimbote, Casma e Callejón de Huaylas. Produsse anche una violenta frana nelle città di Yungay e Ranrahirca. Le intensità valutate in varie città furono:
| Luogo                                                             | Intensità in Mercalli (MM) |
| ----------------------------------------------------------------- | -------------------------- |
|                                                                   |                            |
| Samanco, Casma, Chimbote, Huaraz, Huarmey, Caraz, Carhuaz, Yungay | IX (Distruttiva)           |
| Huallanca, Aija, Recuay                                           | VIII (Rovinosa)            |
| Trujillo, Santiago di Chuco                                       | VII (Molto forte)          |
| Chacas, San Luis, Huari, Pomabamba, Piscobamba, Callellin, Chavin | VII (Molto forte)          |
| Cerro de Pasco, Tingo Maria, Huancayo, Huanuco                    | VI (Forte)                 |
| Huacho,Lima e Callao                                              | VI (Forte)                 |
| Cajamarca, Chiclayo                                               | V (Piuttosto forte)        |
| Ica, Chincha Alta, Juanjui                                        | IV (Moderata)              |
| Yurimaguas, Iquitos, Tarapoto                                     | III (Leggera)              |

## Effetti sul territorio peruviano e di Ancash

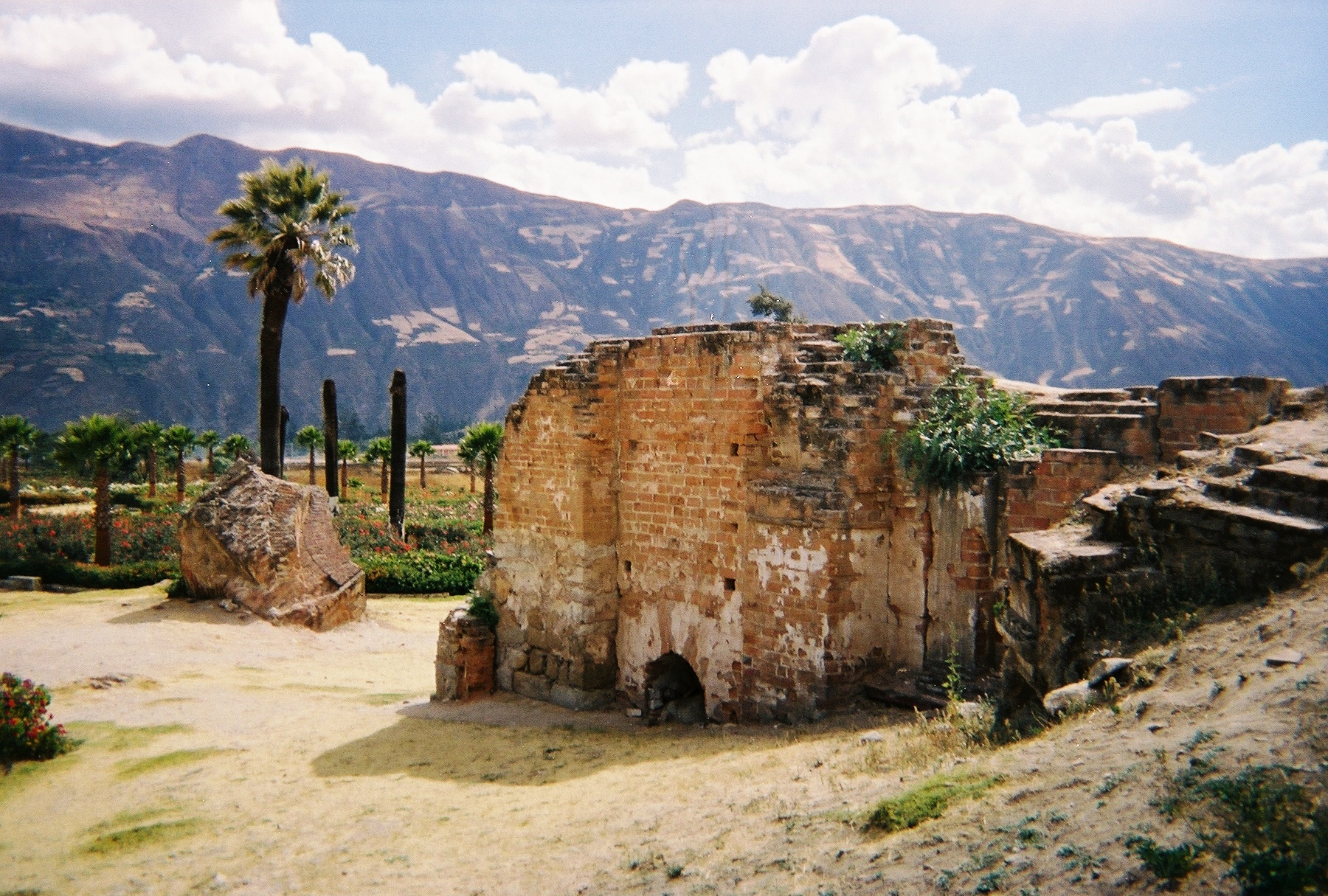
Rovine della cattedrale di Yungay.

La zona andina di Ancash e l'area del Callejón de Huaylas furono le più colpite dal terremoto. La città di Huaraz fu distrutta al 97%, perse più di 10.000 abitanti (il 50% della popolazione) e dopo il terremoto una nera coltre di polvere rese buia la zona per giorni. Anche il resto delle città e paesi del Callejón de Huaylas furono quasi completamente distrutte, da Recay a sud a Huallanca a nord. La seconda città più importante, Yungay, finì per essere sepolta insieme a Ranrahirca da una valanga, portando alla scomparsa di 25.000 abitanti. Le frane bloccarono le strade, arginarono parti del fiume Santa e la ferrovia che collegava Chimbote con Huallanca scomparve.
L'area andina accanto al Callejón de Huaylas, nota come Conchucos, subì danni moderati a causa della grande quantità di energia sismica assorbita dal massiccio della Cordillera Blanca, una barriera naturale che divide il Callejón de Huaylas dalla Sierra orientale di Ancash. Ciononostante, molte delle costruzioni divennero inagibili e decine di persone morirono mentre lavoravano nelle aree agricole a causa delle frane delle colline adiacenti. L'area rimase isolata dal resto del Paese per diversi mesi.
Nella zona costiera, il sisma distrusse ampie zone dell'Autostrada Panamericana tra Huarmey e Trujillo (Regione di La Libertad). Sia la città che il porto di Chimbote subirono danni non quantificabili, nelle zone di San Pedro e Lacramarca crollarono tutti gli edifici e furono duramente colpite l'industria della pesca e la metallurgica. La città perse più di 2.800 abitanti e in alcune zone il terreno si incrinò così tanto da arrivare a spruzzare getti d'acqua alti fino a un metro.
A Casma, un'antica città di mattoni, morirono 800 persone, e più a sud, a Huarmey, 100. La Provincia di Bolognesi ebbe 1.800 vittime e le numerose frane isolarono interi centri abitati, dove si dice che alcune persone seppellirono i propri parenti senza avvisare.
In totale, si stimarono circa 80.000 morti e 20.000 dispersi. Furono registrati 143.331 feriti ricoverati negli ospedali, anche se in luoghi come Recuay, Aija, Casma, Huarmey, Carhuaz e Chimbote la distruzione degli edifici variava tra l'80% e il 90%. Nell'autostrada Panamericana tra Trujillo e Huarmey si formarono molte crepe che resero ancora più difficile la consegna degli aiuti. L'urto del fiume Santa colpì anche la centrale idroelettrica del Cañón del Pato e la linea ferroviaria che collegava Chimbote con la Valle del Santa, rendendo inutilizzabile il 60% del suo percorso.
Dopo questa catastrofe, il governo peruviano creó la Brigata di protezione civile peruviana, poi chiamato Istituto nazionale di protezione civile, al fine di prevenire e preparare la popolazione a eventi simili.

## L'alluvione di Yungay

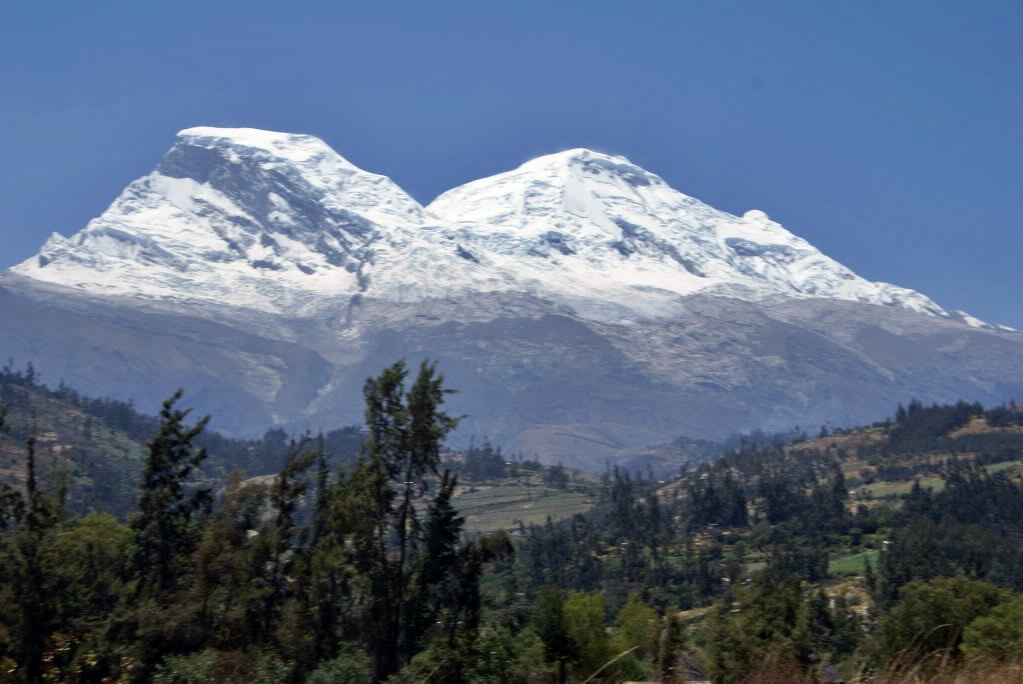
L'alluvione si produsse a partire dalla parete rocciosa esposta (a sinistra) della vetta nord dell'Huascarán.

Il forte e prolungato terremoto di 45 secondi provocò il distacco della vetta nord del monte Huascarán, producendo una valanga stimata in 40 milioni di metri cubi di ghiaccio, fango e rocce che misurava 1,5 km di larghezza e che avanzò di 13 chilometri, ad una velocità media tra i 200 e 500 km/h. La valanga impiegò solo tre minuti per raggiungere la città. La popolazione di Yungay fu disorientata dell'eco prodotto dall'alluvione sulle colline della Cordillera Blanca. Quando l'alluvione colpì la parete della gola del fiume Ranrahirca, formò un bacino d'acqua che deviò violentemente il suo corso di circa trenta gradi a sud.
(Testimonianza del 2012 di un sopravvissuto.)
Un terzo della valanga finì nella vallata (che aveva fatto sì che Yungay non fosse colpita dall'alluvione nel 1962) seppellendo completamente la seconda città più importante del Callejón de Huaylas, mentre la restante parte devastò la città di Ranrahirca, uccidendo in totale più di 20.000 persone.
(Testimonianza del 1970 di un sopravvissuto.)
A Yungay si salvarono solo circa 300 persone divise in tre gruppi: 92 persone corsero verso il cimitero cittadino (un'antica fortezza preincaica sopraelevata), 25 su una collina vicino alla città e un folto gruppo di bambini stavano assistendo a un circo delle pulci chiamato Verolina che si trovava nello stadio a 700 metri dalla piazza principale.

Per onorare l'aiuto fornito dai vari paesi, lo stemma di Nueva Yungay ha il simbolo della solidarietà nel campo inferiore.

Le attività di soccorso ed evacuazione avviate dal governo centrale proseguirono per via aerea solo due giorni dopo la tragedia a causa della densa nube di polvere che si alzò a 2.700 metri al di sopra dell'area. Questa nube rimase per una settimana, facendo sì che i blocchi di ghiaccio impiegassero due settimane per scongelarsi a causa della bassa incidenza del sole. La massa di fango impiegò un mese per asciugarsi e intrappolò diverse persone che cercarono di attraversarla.
La provincia di Yungay raggiunse così le cifre più alte in termini di mortalità: 25.000 persone. Diverse organizzazioni mondiali offrirono il loro sostegno: il contributo internazionale ebbe una grande importanza sia al momento dell'emergenza che nella riabilitazione dell'area colpita e nel futuro sviluppo della regione. Tuttavia, la distruzione delle vie di comunicazione nella zona e la mancanza di pianificazione resero gli interventi meno efficienti. Per questo, il 28 marzo 1972, nacque l'Istituto Nazionale della Protezione Civile, incaricato di coordinare la prevenzione e l'aiuto in caso di successive catastrofi.
A seguito del terremoto del 1970 che devastò diverse città del Callejón de Huaylas e che attivò la macchina della solidarietà di vari paesi, Yungay ricevette il nome di "Capitale della Solidarietà Internazionale" .

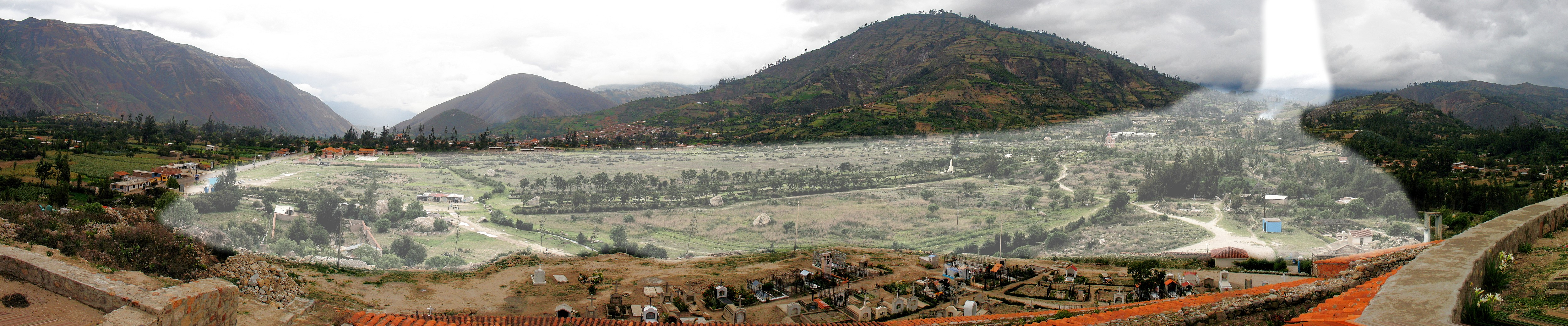
Santo Domingo de Yungay (2500 m) visto dalla collina del cimitero. L'area evidenziata mostra la posizione e la direzione della valanga. Yungay Nuevo è dietro l'area evidenziata al centro.

## Morti
- Huaraz e dintorni: 25.000
- Yungay, Ranrahírca, Mancos e dintorni: 11.000[5][6]
- Anche se in un primo momento di parlava di 70.000 vittime, nelle città di Yungay e Ranrahirca vivevano tra le 4.000 e 7.000 persone e il resto della popolazione viveva nelle altre 6 regioni (delle quali Yungay era la più popolata). Questo errore fu causato dal fatto che la città e la provincia hanno lo stesso nome (Yungay) e si prese come cifra di riferimento il censimento del 1961.